# Sękowa
Sękowa – wieś w Polsce, położona w województwie małopolskim, w powiecie gorlickim, w gminie Sękowa, nad rzeką Sękówką, dopływem Ropy. Miejscowość jest siedzibą tejże gminy i parafii św. Józefa Oblubieńca NMP, należącej do dekanatu Gorlice, diecezji rzeszowskiej.
W latach 1975–1998 miejscowość administracyjnie należała do województwa nowosądeckiego.

## Integralne części wsi
| SIMC    | Nazwa        | Rodzaj    |
| ------- | ------------ | --------- |
| 0465035 | Ćwiercie     | część wsi |
| 0465041 | Górki        | część wsi |
| 0465058 | Kawiory      | część wsi |
| 0465064 | Koźlenice    | część wsi |
| 0465070 | Męcianki     | część wsi |
| 0465087 | Podole       | część wsi |
| 0465093 | Postronie    | część wsi |
| 0465101 | Puste Pole   | część wsi |
| 0465118 | Za Kościołem | część wsi |

## Historia
Aktem wydanym 22 lutego 1363 Kazimierz Wielki zezwolił Niemcowi imieniem Nikiel założyć wieś na surowym korzeniu w tzw. Sękowym Lesie. Jednocześnie uposażył parafię katolicką jednym łanem ziemi.
Wieś królewska starostwa bieckiego w powiecie bieckim województwa krakowskiego w końcu XVI wieku.
Wieś była jednym z najstarszych ośrodków wydobycia ropy naftowej. W 1790 na pograniczu Sękowej i Siar istniały studnie ropne, dzierżawione i eksploatowane przez chłopów pańszczyźnianych od właściciela pól, Jana Wybranowskiego. W 1854 udział w kopalniach miał Ignacy Łukasiewicz. W 1873 miejscowe wyroby ropopochodne prezentowane były na Wystawie Powszechnej w Wiedniu. W 1875 eksploatację prowadziło tu już 9 firm zatrudniających łącznie 250 pracowników, roczne wydobycie wynosiło jedynie ok. 350 ton. Kopalnie te z różną wydajnością działały do II wojny światowej.
W XIX w. wieś znana też była jako ośrodek tkactwa. Popularna jeszcze w połowie XIX w. „Geografia (...) Galicyi i Lodomeryi” (wyd. 1786) podawała o Sękowej jedynie krótką informację: Sękowa. Wieś tychże [tj. hrabiów Kuropatnickich], wielką liczbą tkaczów osiadła, z kościołem parafialnym. W 1874 r. została założona przez ks. Pawła Kretowicza, tutejszego rodaka a proboszcza w Bączalu Dolnym koło Jasła, pierwsza szkoła powszechna, której kierownikiem i jednocześnie nauczycielem został mianowany Stanisław Dobrowolski. W 1889 Sękowa liczyła 165 gospodarstw i 1051 mieszkańców.
Wieś znacznie ucierpiała w czasie I wojny światowej. Od stycznia do początku maja 1915 znajdowała się na linii frontu (jako tzw. ziemia niczyja). Rosjanie zajmowali wzgórza po wschodniej stronie doliny Sękówki: Zagórz (507 m) i Wierszek (582 m). Oddziały austro-niemieckie miały pozycje na stokach pasma Oboczy (627 m) i Huszczy (581 m). Rano 2 maja 1915 – pierwszego dnia „bitwy gorlickiej” – oddziały 11 Bawarskiej Dywizji Piechoty zaatakowały Rosjan (3 Armia gen. Radko Dimitriewa). Zaciekłe walki, w wyniku których Niemcy zajęli pierwszą linię Rosjan, trwały do wieczora, przy ogromnych stratach obu stron. Pozostały po nich w Sękowej 2 cmentarze wojenne (w całej dolinie Sękówki – 7 cmentarzy).
Do II wojny światowej Sękowa była najdalej na południe wysuniętą wsią o ludności polskiej w dorzeczu Sękówki.
Świątynia p. w. św. Filipa i św. Jakuba w Sękowej została w 2003 wpisana na listę światowego dziedzictwa Kulturowego UNESCO, jako „Drewniane kościoły południowej Małopolski – Binarowa, Blizne, Dębno, Haczów, Lipnica Murowana, Sękowa”. Podstawą wpisu były kryteria III (nieść unikalne lub co najmniej wyjątkowe świadectwo tradycji kulturowej lub cywilizacji wciąż żywej bądź już nieistniejącej) i IV (być wybitnym przykładem typu budowli, zespołu architektonicznego, zespołu obiektów techniki lub krajobrazu, który ilustruje znaczący(e) etap(y) w historii ludzkości). Miejscowość zrzeszona jest w Lidze Polskich Miast i Miejsc UNESCO.
Od 2010 roku pod koniec kwietnia w Sękowej odbywa się rekonstrukcja bitwy pod Gorlicami. W 2015 roku w setną rocznicę Bitwy pod Gorlicami w inscenizacji uczestniczyło 500 rekonstruktorów z Polski, Rosji, Austrii, Niemiec, Czech, Słowacji, Węgier, Białorusi i Litwy.

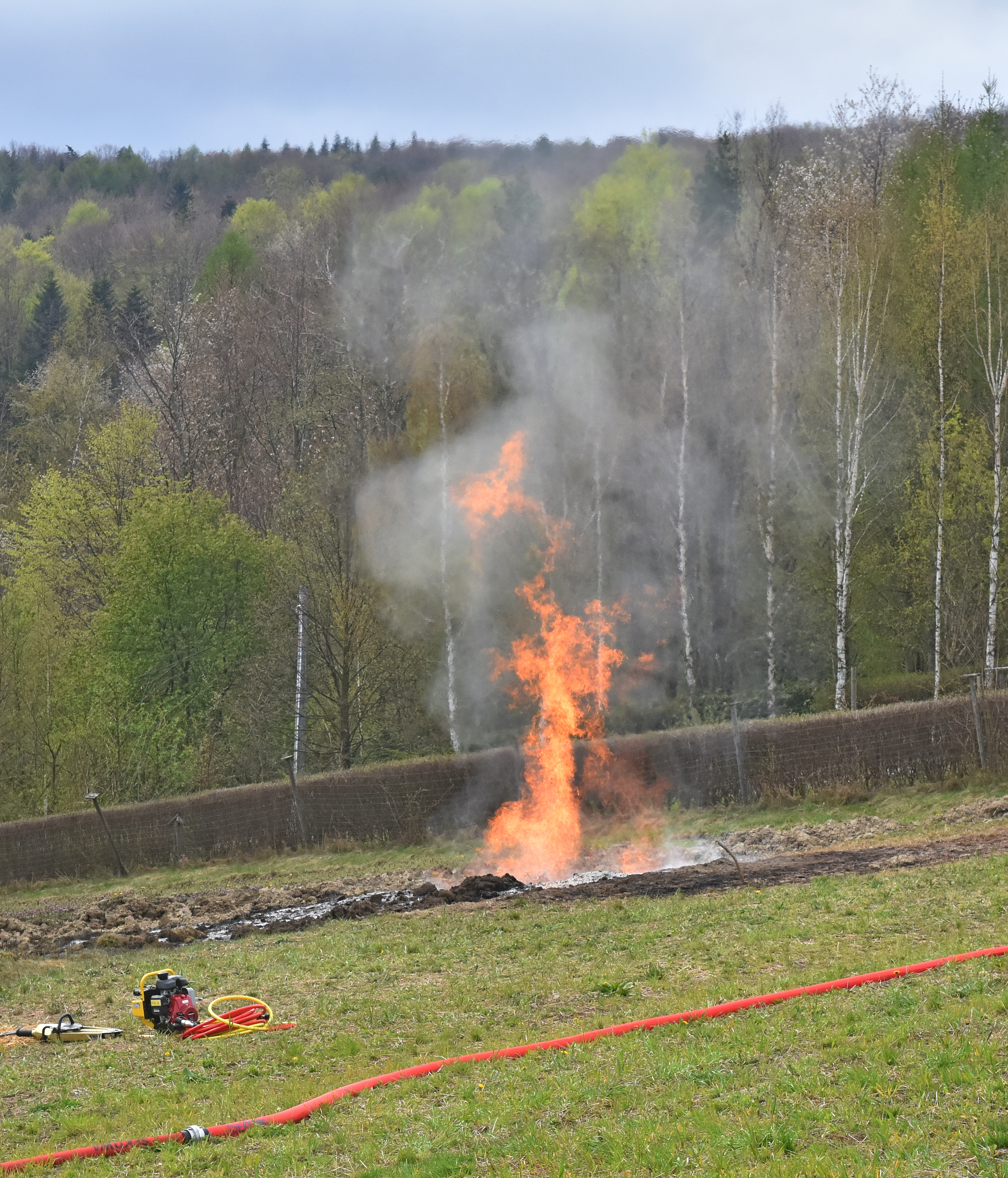
Odwiert Franciszek-1, erupcja ropy i gazu w 04.2019
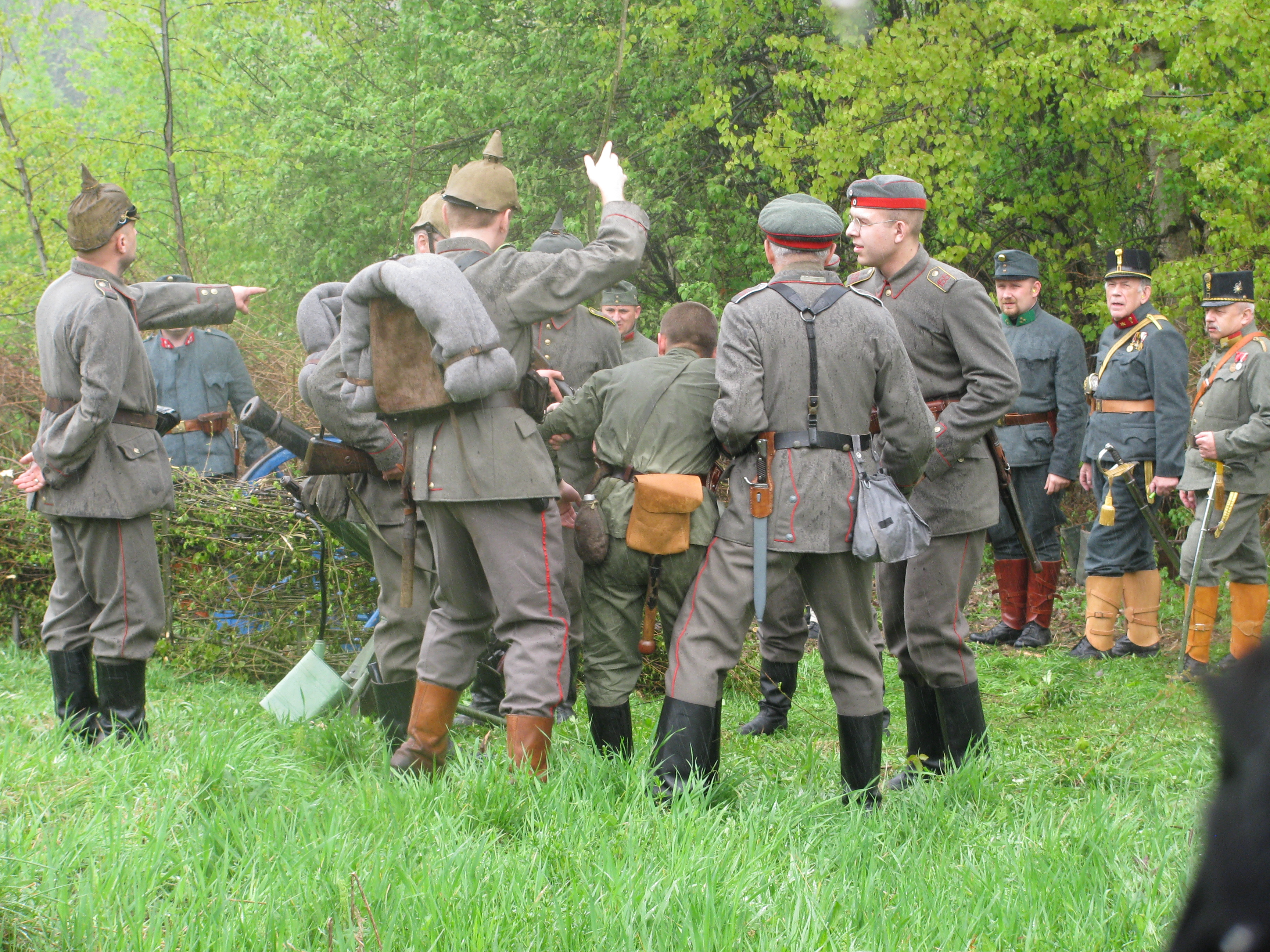
Rekonstrukcja bitwy gorlickiej – przesłuchanie jeńca rosyjskiego
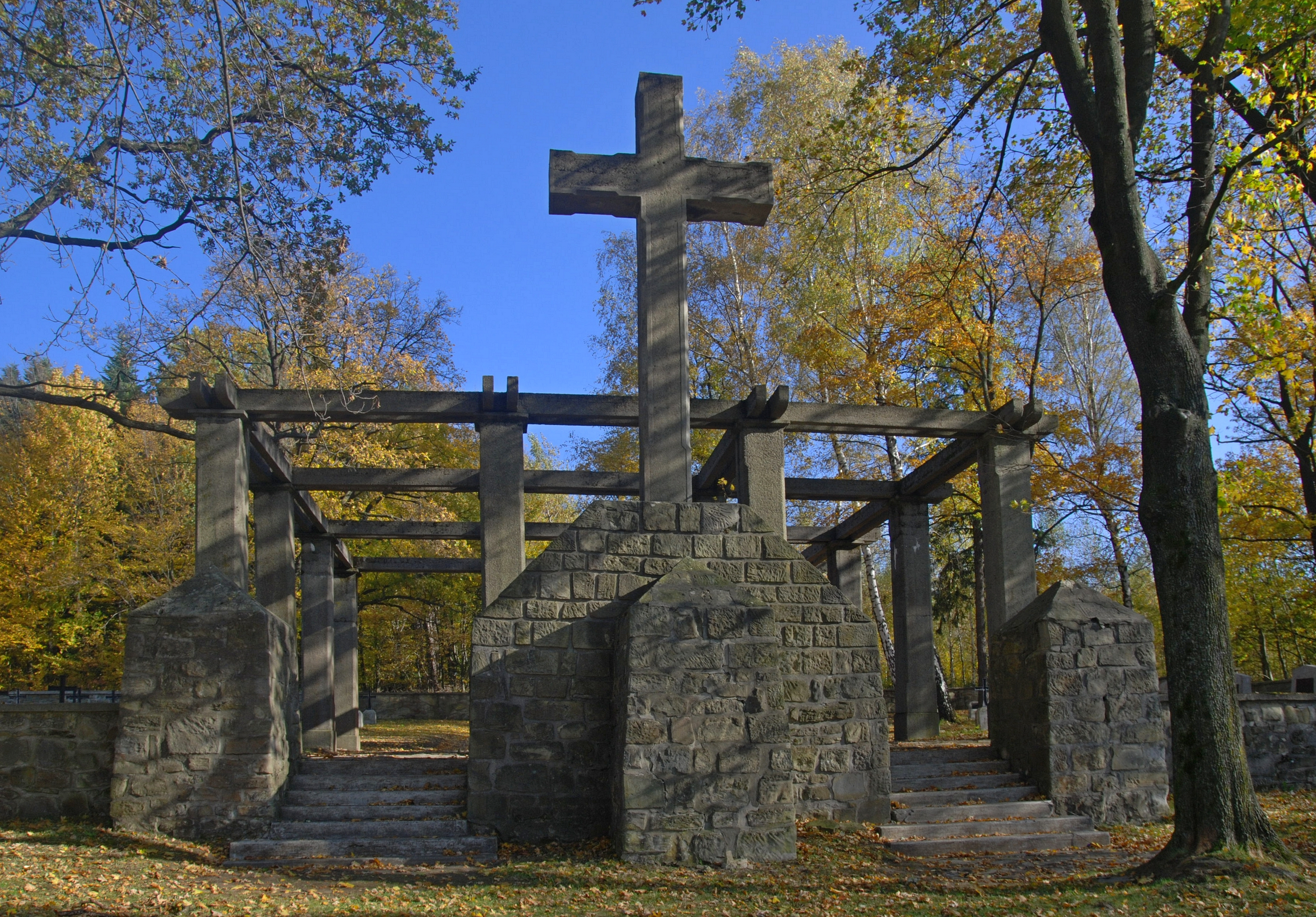
Cmentarz wojenny nr 80

## Zabytki
Obiekty wpisane do rejestru zabytków nieruchomych województwa małopolskiego.

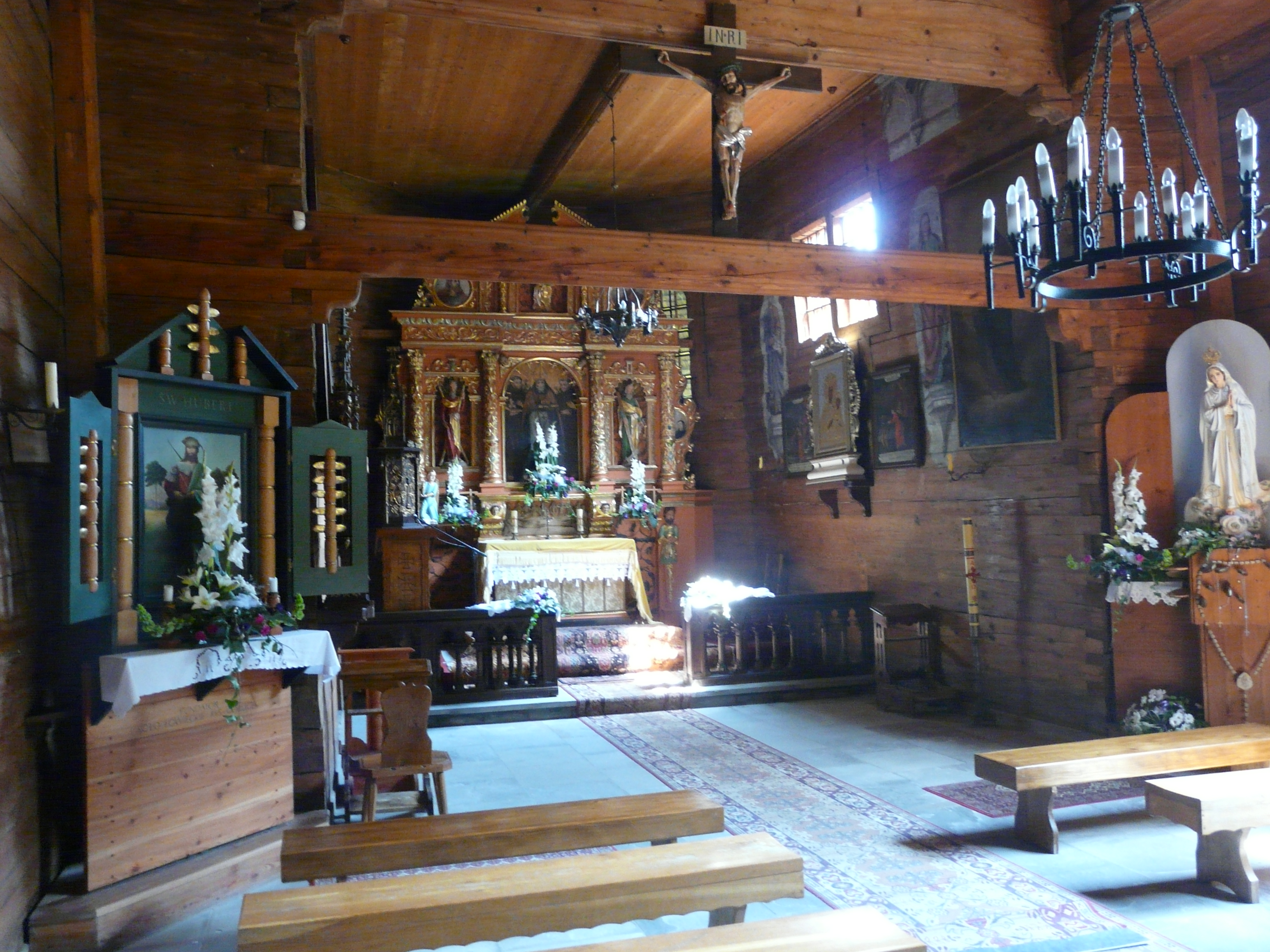
Wnętrze kościoła św. Filipa i św. Jakuba

- Kościół pw. św. Filipa i św. Jakuba – drewniana świątynia wzniesiona na początku XVI wieku (~1520 r.), wpisana na Listę UNESCO.  Znajduje się na szlaku architektury drewnianej województwa małopolskiego. Kościół jednonawowy z trójbocznie zamkniętym prezbiterium, konstrukcji zrębowej. Ściany z ręcznie ciosanych, modrzewiowych bali pokryte są w całości gontem. Węższe prezbiterium i szerszą nawę nakrywa wspólny stromy dach jednokalenicowy o więźbie storczykowej. Wieża niska, nakryta kopulastym hełmem[10] z latarnią oraz wieżyczkę na sygnaturkę dobudowano w XVIII w. Wyposażenie wnętrza dosyć ubogie, ponieważ kościół został poważnie zdewastowany podczas działań wojennych I wojny światowej, kiedy żołnierze austriaccy urządzili we wnętrzu stajnię dla koni, a pokrycie rozbierali na opał. W następnych latach był kilkakrotnie remontowany i restaurowany, a w latach 1981–1983 przeprowadzono jego kompleksową konserwację. We wnętrzu znajdują się: późnorenesansowy, polichromowany ołtarz główny z XVII wieku, niewielkie fragmenty polichromii z XIX wieku, ołtarze boczne wzorowane na renesansowych (współczesne, II połowa XX wieku).

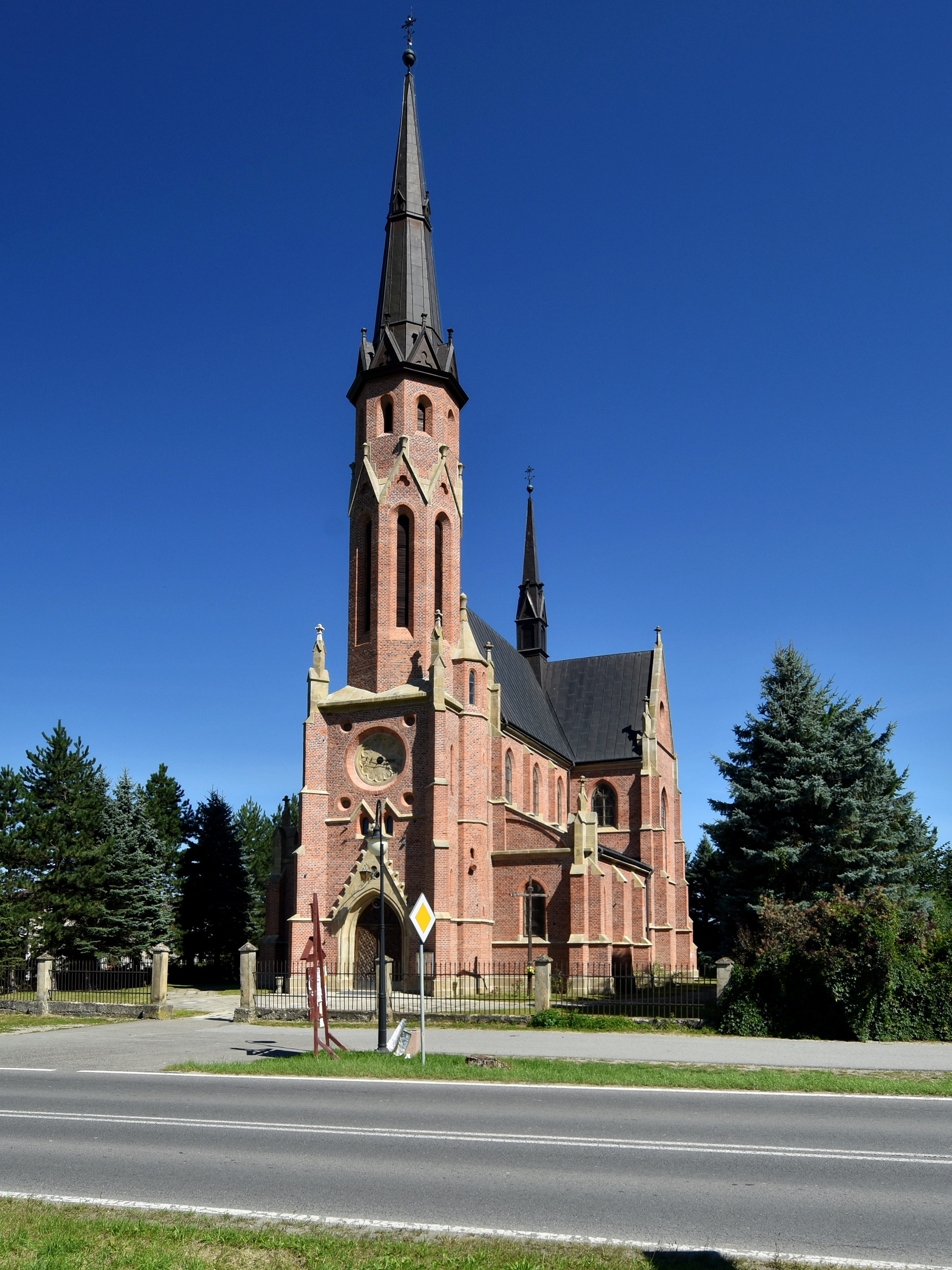
Kościół św. Józefa

- Kościół św. Józefa. Neogotycki, murowany kościół parafii pw. św. Józefa ufundowany i całkowicie wyposażony przez Józefę Szymonowiczową ówczesną właścicielkę wsi w 1885 roku, konsekrowany 12 października 1886 przez biskupa przemyskiego Łukasza Sołeckiego.
Nad ostrym łukiem zakończonym portalem napis: Z Daru Twego Panie Składa Ofiarę Józefa Szymonowicowa. Ponad nim kolista tarcza zegara. Dach przyozdobiony sterczynami w formie pinakli. Okna przyozdobione maswerkiem. Na ścianie prezbiterium obraz autorstwa Wygrzewalskiego, przedstawiający Matkę Bożą wśród miejscowego ludu. Kościół był remontowany po zniszczeniach, jakich doznał w czasie I i II wojny światowej. Prace renowacyjne ołtarza i polichromii trwały 4 lata, zostały ukończone w 2008 roku.
- Cmentarz wojenny nr 79.
- Cmentarz wojenny nr 80.
- Kapliczka z połowy XIX.

## Stowarzyszenie Gminne Koło Gospodyń Wiejskich
Od 15 października 2005 działa Stowarzyszenie Gminne Koło Gospodyń Wiejskich w Sękowej. W pierwszym zebraniu założycielskim uczestniczyło 40 pań z Sękowej, Ropicy Górnej i Siar. Stowarzyszenie gościło na wielu imprezach, największą z nich była AGROpromocja w Nawojowej w 2006. Sękowskie Panie nawiązały kontakty z KGW z całego województwa. KGW jest honorowane wyjazdami np. do Brukseli (wyjazd studyjny). Stowarzyszenie promuje lokalne tradycje Pogórzan, jak i Łemków. Przewodniczącą i główną założycielką tej organizacji jest Grażyna Janik.

## Uczniowski Klub Sportowy „Maraton”
9 listopada 1998, w 40 rocznicę działalności Szkolnego Klubu Sportowego z inicjatywy nauczyciela i trenera lekkiej atletyki Aleksandra Gucwy, przy Szkole Podstawowej w Sękowej założono UKS „MARATON”, który został wpisany do rejestru stowarzyszeń kultury fizycznej i ich związków Wydziału Turystyki i Kultury Urzędu Wojewódzkiego w Nowym Sączu w dniu 07.12.1998 pod numerem 422 i jest pierwszym UKS utworzonym na terenie gminy Sękowa. UKS bierze udział w realizacji ogólnokrajowego programu „Sport Wszystkich Dzieci”. Przedstawiciel UKS Wojciech Stankowski zdobył medale w sprincie na Mistrzostwach Polskich Młodzików. W nowej sali gimnastycznej odbywają się powiatowe i międzynarodowe zawody w halowym konkursie skoku wzwyż. Na pierwszym zebraniu założycielskim wybrano zarząd i komisje rewizyjną, prezesem klubu został wybrany nauczyciel wychowania fizycznego Aleksander Gucwa a jego zastępcą Władysław Tokarz – dyrektor Szkoły Podstawowej w Sękowej.

## Szlaki turystyczne

### Szlaki cmentarne
- od szosy Gorlice – Wapienne do cmentarza nr 78
- od szosy Gorlice – Wapienne do cmentarza nr 79
- od szosy Gorlice – Konieczna do cmentarza nr 80

### Karpacko-galicyjski Szlak Naftowy
Przez wieś biegnie Karpacko-Galicyjski Szlak Naftowy. Szlak jest jedną z głównych atrakcji turystycznych regionu, a jego celem jest ukazanie reliktów przemysłu naftowego.

## Urodzeni w Sękowej
- Władysław Augustyn – polski chemik.
- Aleksander Guterch – polski geofizyk i sejsmolog.
- Czesław Władysław Krulisch – polski szachista, sędzia i działacz szachowy, powstaniec warszawski.
- Kazimierz Szternal – podpułkownik Wojska Polskiego, szef sztabu pułku „Baszta”, powstaniec warszawski.